# Gare d'Utti
La gare d'Utti (en finnois : Utin rautatieasema) est une gare ferroviaire finlandaise située sur la voie ferrée de Carélie dans le quartier Utti de Valkeala à Kouvola.

## Histoire
Le bâtiment actuel de la gare d'Uti date de 1921 et a été construit pour remplacer la gare qui avait brûlé la même année. 
Les bâtiments d'habitation autour de la gare avec dépendances et sous-sols datent des années 1880. Certains des bâtiments datent des années 1905 et 1908 et 1920. 
Il y a des tilleuls, des épicéas et des bouleaux plantés autour de la gare.